# Критско море
Критско море (грч. Κρητικό Πέλαγος) јесте регионално море унутар Егејског мора, сјеверно од острва Крит, и јужно од Киклада. Море се протеже од грчког града Китера на западу до додеканеских острва Карпатос и Касос на истоку. Гранична мора су Јонско море на западу и Средоземно море које га окружује с југа. Трајектом је повезано са грчким лучким градом Пирејом као и са јужним острвима у Егејском мору и острвима Додеканеза. Просјечна дубина мора је око 1000 м.